# Enicospilus seminiger
Enicospilus seminiger là một loài tò vò trong họ Ichneumonidae.